# Groupe Farquhar
Ne doit pas être confondu avec Atoll Farquhar.
Pour les articles homonymes, voir Farquhar.
Le groupe Farquhar, en anglais Farquhar Group, est un archipel des Seychelles dans l'océan Indien.

## Géographie
Le groupe Farquhar est situé dans le Sud-Ouest des Seychelles et des îles Extérieures. Mahé, l'île principale du pays, est située à environ 700 kilomètres en direction du nord-est. L'archipel est composé de deux atolls, l'atoll Farquhar et l'atoll Providence, une île isolée, l'île Saint-Pierre, et un récif submergé, le récif Wizard.
Seules l'île Providence dans l'atoll Providence et l'île du Nord dans l'atoll Farquhar sont habitées.
| Nom              | Superficie (km2) | Population | Densité (hab/km2) |
| ---------------- | ---------------- | ---------- | ----------------- |
| Atoll Farquhar   | 7,5              | 15         | 2                 |
| Île Saint-Pierre | 1,68             | 0          | 0                 |
| Atoll Providence | 1,5              | 6          | 4                 |
| Récif Wizard     | 0                | 0          | 0                 |
| Groupe Farquhar  | 10,68            | 21         | 1,96              |

## Histoire
Situé hors de la route habituelle des cyclones, le groupe insulaire est cependant frappé de plein fouet le 21 décembre 2006 par le très intense cyclone tropical Bondo, avec des rafales d'environ 200 km/h.

## Biodiversité
Farqua quadrimaculata est une espèce d'araignée de la famille des Oonopidae endémique du groupe Farquhar.